# Sumýši

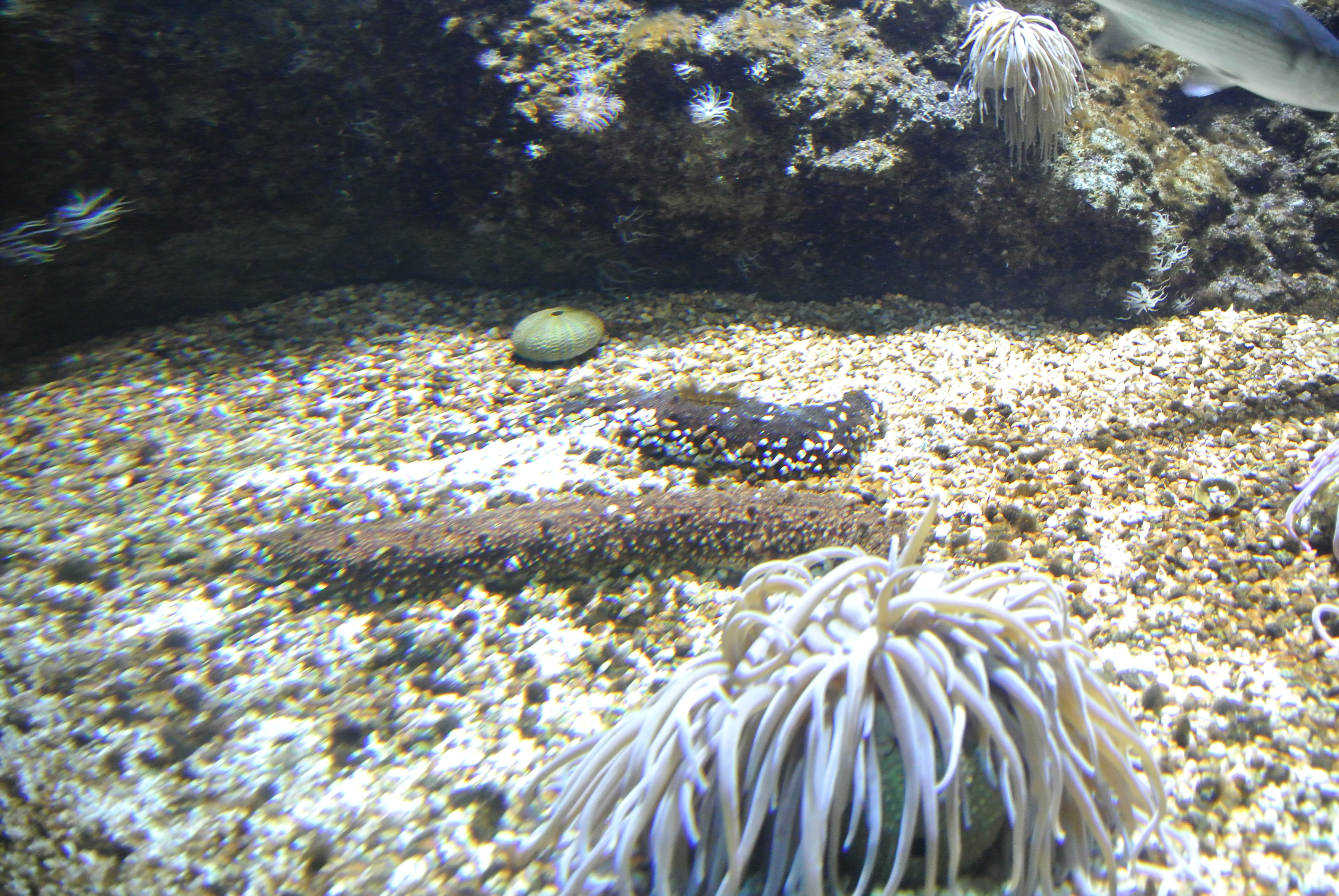
Sumýš v řeckém akváriu

Sumýši (Holothuroidea), někdy též „mořské okurky“ (sea cucumbers), je třída ostnokožců.

## Popis
Sumýši se vyznačují válcovitým protáhlým a měkkým tělem. Kostra, kterou najdeme u mnoha jiných ostnokožců, je u sumýšů zakrnělá a omezuje se na mikroskopické kotvice ve tkáních. Kolem ústního otvoru se nachází množství chapadel, které se často ještě větví. Živí se filtrováním substrátu nebo prostým požíráním sedimentů. Dýchání se uskutečňuje přes tzv. vodní plíce, vzniklé na prokrvené tkáni konečníku. Vývoj se odehrává přes larvu, zvanou aurikularie. Někteří sumýši mohou být loveni jako potrava (sumýš jedlý, Holothuria edulis).

## Obranný mechanismus
Sumýši jsou známí svým zvláštním typem obrany. Pokud se ocitnou v ohrožení predátorem, jsou často schopní vyvrhnout na nepřítele část svých vnitřních orgánů, které útočníka zalepí a někdy i zabijí. V brzké době jsou tyto orgány opět regenerovány, a to na molekulární úrovni podobně, jako se hojí naše povrchová zranění.